# Tournoi de Buenos Aires (judo)
Le Tournoi de Buenos Aires est une compétition de judo organisée tous les ans à Buenos Aires en Argentine par la PJC (Panamerican Judo Confederation) faisant partie de la Coupe du monde de judo masculine et féminine.

## Palmarès masculin
| Pan American Open | Pan American Open | Pan American Open     | Pan American Open | Pan American Open      | Pan American Open      | Pan American Open  | Pan American Open |
| Année             | -60 kg            | -66 kg                | -73 kg            | -81 kg                 | -90 kg                 | -100 kg            | +100 kg           |
| ----------------- | ----------------- | --------------------- | ----------------- | ---------------------- | ---------------------- | ------------------ | ----------------- |
| 2018              | Lenin Preciado    | Diego Dos Santos      | Marcelo Contini   | Alex Marineau          | Nacif Elias            | Isao Cardenas      | Freddy Figueroa   |
| 2017              | Adonis Diaz       | Wander Mateo          | Alonso Wong       | Jack Hatton            | Nacif Elias            | Thomas Briceño     | Hector Campos     |
| 2016              | Vugar Chirinli    | Sugoi Uriarte         | Magdiel Estrada   | Nacif Elias            | Ludovic Gobert         | Beka Gviniashvili  | Rafael Silva      |
| 2015              | Lenin Preciado    | Antoine Bouchard      | Eduardo Barbosa   | Owen Livesey           | Frazer Chamberlain     | Luciano Corrêa     | Matjaž Ceraj      |
| 2014              | Eric Takabatake   | Denis Lavrentyev      | Marcelo Contini   | Adrian Nacimiento      | Eduardo Silva          | Hugo Pessanha      | Gabriel Santos    |
| 2013              | Arsen Galstyan    | Alim Gadanov          | Patrick Dawson    | Felipe Costa           | Kamil Magomedov        | Luciano Corrêa     | Walter Santos     |
| World Cup         |                   |                       |                   |                        |                        |                    |                   |
| Année             | -60 kg            | -66 kg                | -73 kg            | -81 kg                 | -90 kg                 | -100 kg            | +100 kg           |
| 2012              | Betkil Shukvani   | Lasha Shavdatuashvili | Igor Pereira      | Avtandil Tchrikishvili | Rodrigo Maciel de Luna | Levan Zhorzholiani | Adam Okruashvili  |

## Palmarès féminin
| Pan American Open | Pan American Open | Pan American Open         | Pan American Open         | Pan American Open     | Pan American Open  | Pan American Open         | Pan American Open |
| Année             | -48 kg            | -52 kg                    | -57 kg                    | -63 kg                | -70 kg             | -78 kg                    | +78 kg            |
| ----------------- | ----------------- | ------------------------- | ------------------------- | --------------------- | ------------------ | ------------------------- | ----------------- |
| 2018              | Keisy Perafan     | Cécile Herate             | Abi Betsabe Cardozo Madaf | Estefania Garcia      | Barbara Timo       | Karen Leon                | Rochele Nunes     |
| 2017              | Katelyn Bouyssou  | Abi Betsabe Cardozo Madaf | Gimena Laffeuillade       | Hannah Martin         | Chantal Wright     | Lucia Cantero             | Samantha Da Cunha |
| 2016              | Valentina Moscatt | Natalia Kuzyutina         | Jaione Equisoain          | Maricet Espinosa      | Onix Cortés Aldama | Alena Kachorovskaya       | Ksenia Chibisova  |
| 2015              | Paula Pareto      | Angelica Delgado          | Concepción Bellorín       | Mariana Silva         | Amanda Oliveira    | Ana Laura Portuondo Isasi | Rochele Nunes     |
| 2014              | Edna Carrillo     | Eleudis Valemtim          | Yadinis Amaris            | Mariana Silva         | Vanessa Chalá      | Caroline Kinnane          | Rochele Nunes     |
| 2013              | Nathalia Brigida  | Lisa Kearney              | Connie Ramsay             | Katherine Campos (pt) | Kayla Harrison     | Keivi Pinto               | Melissa Mojica    |
| World Cup         |                   |                           |                           |                       |                    |                           |                   |
| Année             | -48 kg            | -52 kg                    | -57 kg                    | -63 kg                | -70 kg             | -78 kg                    | +78 kg            |
| 2012              | Edna Carrillo     | Jessica Pereira           | Juliene Aryecha           | Katherine Campos (pt) | Maria Perez Diaz   | Diana Chala               | Rui Wang          |